# هورتگنوالد
هورتگنوالد (به آلمانی: Hürtgenwald) یک شهر در آلمان است که در دورن واقع شده‌است. هورتگنوالد ۸٬۷۹۱ نفر جمعیت دارد.